# Pedagogická fakulta Univerzity Hradec Králové
Pedagogická fakulta Univerzity Hradec Králové je nejstarší součástí Univerzity Hradec Králové, vznikla roku 1964 sloučením pedagogických institutů v Hradci Králové a Pardubicích. Zaměřuje se především na humanitní, pedagogické, sociální, tělovýchovné a další oblasti učitelského i neučitelského studia. Úspěšný absolvent může dosáhnout titulu bakalář (Bc.), magistr (Mgr.) nebo doktor (Ph.D.). Současnou děkankou je ve svém prvním funkčním období od června roku 2024, PhDr. Nella Mlsová, Ph.D
Budova fakulty na náměstí Svobody je už od roku 1981 chráněna jako kulturní památka.

## Součásti fakulty
| Název orgánu                                       | Vedoucí orgánu                            |
| -------------------------------------------------- | ----------------------------------------- |
| Hudební katedra                                    | PhDr. Dana Soušková, Ph.D.                |
| Katedra anglického jazyka a literatury             | Mgr. Jan Suk, Ph.D.                       |
| Katedra českého jazyka a literatury                | Mgr. Petra Bubeníčková, Ph.D.             |
| Katedra francouzského jazyka a literatury          | PhDr. Michaela Mádlová, Ph.D.             |
| Katedra kulturních a náboženských studií           | prof. PhDr. Tomáš Petráček, Ph.D., Th.D.  |
| Katedra německého jazyka a literatury              | doc. PhDr. Jana Ondráková, Ph.D.          |
| Katedra pedagogiky a psychologie                   | doc. Mgr. Kateřina Juklová, Ph.D.         |
| Katedra ruského jazyka a literatury                | Mgr. Jana Kostincová, Ph.D.               |
| Katedra techniky                                   | doc. Mgr. et Mgr. Marie Hubálovská, Ph.D. |
| Katedra výtvarné kultury a textilní výroby         | Mgr. art. Mária Hromadová, ArtD.          |
| Ústav primární, preprimární a speciální pedagogiky | doc. PhDr. Pavel Zikl, Ph.D.              |
| Ústav sociálních studií                            | doc. PhDr. Václav Bělík, Ph.D.            |
| Katedra tělesné výchovy a sportu                   | doc. Mgr. Adrián Agricola, Ph.D.          |

## Studijní programy
Pedagogická fakulta UHK nabízí studijní programy učitelské i neučitelské. Výuka probíhá nejen na budově Pedagogické fakulty, ale také v prostorách Filozofické a Přírodovědecké fakulty.

### Nabídka studijních programů:

#### Bakalářské studijní programy:
Programy se “zaměřením na vzdělávání“:
- Anglický jazyk a literatura
- Biologie (spolupráce s PřF UHK)
- Český jazyk a literatura
- Etická výchova
- Francouzský jazyk
- Fyzika (spolupráce s PřF UHK)
- Historie (spolupráce s FF UHK)
- Hra na nástroj
- Hudební kultura
- Chemie (spolupráce s PřF UHK)
- Německý jazyk a literatura
- Ruský jazyk a literatura
- Sólový zpěv
- Společenské vědy
- Tělesná výchova
- Výtvarna tvorba
- Základy techniky

Cizí jazyky pro cestovní ruch: anglický, francouzský, německý, ruský
Grafická a intermediální tvorba
Jazyková a literární kultura
Náboženská výchova
Sbormistrovství chrámové hudby
Sociální komunikace v neziskovém sektoru
Sociální patologie a prevence
Sociální pedagogika - etopodická zařízení
Speciální pedagogika
Textilní design nebo Textilní tvorba
Transkulturní komunikace
Učitelství praktického vyučování
Učitelství pro mateřské školy 

##### Magisterské studijní programy:
Učitelství pro 1. stupeň základní školy 

#### Magisterské navazující studijní programy:
Pedagogika předškolního věku - děti se speciálními potřebami
Sociální pedagogika 
Transkulturní komunikace
Učitelství pro 2. stupeň základní školy (stejné předměty jako “se zaměřením na vzdělávání“)
Učitelství pro střední školy (stejné předměty jako “se zaměřením na vzdělávání“)
Učitelství pro ZUŠ - hra na nástroj a sólový zpěv
Učitelství výtvarné výchovy pro základní umělecké školy a střední školy

#### Doktorské studijní programy:
Hudební teorie a pedagogika 
Kulturní a duchovní studia 